# سید روح‌الله خمینی در سال‌های تبعید
زندگی سید روح‌الله خمینی در تبعید دوره‌ای است که او از سال ۱۳۴۳ تا ۱۳۵۷ در کشورهای ترکیه، عراق و فرانسه گذراند، پس از آنکه محمدرضا پهلوی، خمینی—که با حق رأی زنان و انقلاب سفید مخالف بود—را دو بار بازداشت کرد. سرانجام، خمینی توسط دولت دعوت به ایران شد، و در سال ۱۳۵۷ از تبعید به تهران بازگشت.

## فعالیت‌های قبل از تبعید

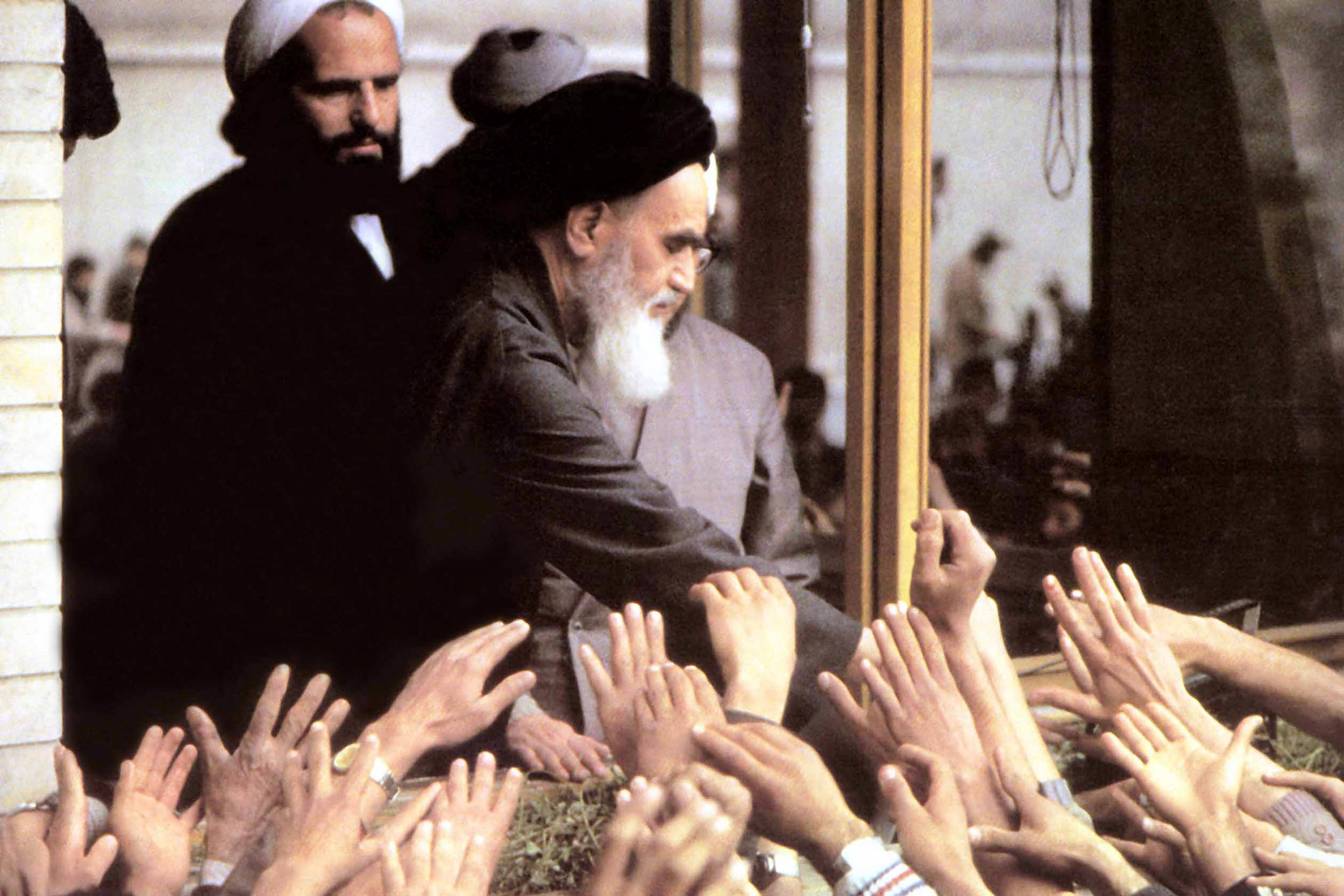
خمینی در میان مردم

در سال ۱۳۲۲، خمینی اولین کتاب خود را با نام کشف اسرار منتشر کرد و به سکولاریزاسیون موجود در دولت رضا میرپنج حمله کرد و به دفاع از قدرت خدا برای ایجاد و نابودی دولت‌ها پرداخت. در سال ۱۳۴۰ پس از درگذشت بروجردی، خمینی به عنوان مرجع تقلید جمع کثیری از شیعیان ایران شناخته شد.
در بهمن سال ۱۳۴۱، محمدرضا پهلوی انقلاب سفید که یک اصول شش‌گانه از اصلاحات که خواستار اصلاح اراضی، ملی شدن جنگل‌ها، فروش سهام کارخانجات دولتی به نفع خصوصی، اصلاح قانون انتخاباتی به منظور دادن حق رای به زنان و اجازه دادن به غیرمسلمانان برای قضاوت، تقسیم سود در صنعت و فعالیت سوادآموزی در مدارس کشور بود را مطرح کرد. از طرف دیگر، خمینی و بسیاری از رهبران مذهبی معتقد بودند که این انقلاب دارای روند غربی (اروپایی) کردن کشور بوده و سبک زندگی اسلامی ایرانی را تحدید می‌کند. در این میان محمدرضا پهلوی خود به قم سفر کرد و مرتجعین سیاه روحانی را بدتر از مرتجعین سرخ و صد برابر خائن تر از حزب (کمونیست) توده در طول سخنرانی خود اعلام کرد. در ۶ بهمن ۱۳۴۲، وی برای به دست آوردن حمایت عمومی به‌طور ظاهری، همه‌پرسی برگزار کرد که در آن ۵٫۶ میلیون در مقابل ۴٫۱ نفر به اصلاحات رأی موافق دادند. همه‌پرسی بهانه خوبی برای دولت بود که اقدامات عملی سختگیرانه تری علیه روحانیت انجام دهند. مأمورین محمدرضا پهلوی در ۱ فروردین ۱۳۴۲، مصادف با روز وفات و قتل جعفر صادق به مدرسه فیضیهٔ قم حمله کردند و مردم و طلبه‌ها را به قتل رساندند.
به گفته دنیل برومبرگ، حکومت وقت ایران جمعی از اوباش را برای حمله به طلبه‌های اطراف مدرسه ترغیب کرده بود.
در روز عاشورا (۱۲ خرداد ۱۳۴۲)، خمینی در مدرسه فیضیه سخنرانی کرد و در آن محمدرضا پهلوی را مرد بدبخت و بیچاره خطاب کرد و به او توصیه کرد سیاست‌هایش را تغییر دهد در غیر این صورت روزی خواهد آمد که مردم از رفتن او خوشحال خواهند شد. خمینی، محمدرضا پهلوی را به عنوان یزید که توسط مسلمانان به ستمگر شناخته می‌شود، ترسیم کرد.
در ساعت ۲ صبح ۱۴ خرداد، دو روز بعد از سخنرانی، خمینی در خانه اش بازداشت و به تهران منتقل شد. بعد از پخش این خبر تظاهرات اعتراضی گسترده‌ای در شهرهای قم، تهران، ورامین، مشهد، کاشان و شهرهای دیگر برگزار شد. حکومت وقت ایران عده زیادی از مردم را کشته و مجروح کرد. از این رویداد هم‌اکنون به عنوان تظاهرات ۱۵ خرداد یاد می‌شود. در ۱۱ مرداد ۱۳۴۲، محمدرضا پهلوی، خمینی را از زندان آزاد کرد و او را تحت بازداشت خانگی قرار داد.
در ۴ آبان ۱۳۴۳، خمینی به تصویب لایحه کاپیتولاسیون و مصونیت دیپلماتیک شهروندان نظامی یا غیرنظامی شهروندان آمریکایی در ایران توسط مجلس اعتراض کرد. در ۱۳ آبان ۱۳۴۳، خمینی توسط ساواک دستگیر و پس از انتقال به فرودگاه مهرآباد تهران به ترکیه فرستاده شد.

## زندگی در تبعید

### خلاصه
در ۱۳ آبان ۱۳۴۳، ابتدا خمینی به‌طور مخفیانه به آنکارا و سپس از آنجا به بورسا در ترکیه منتقل شد.
در ۵ شهریور ۱۳۴۴، به نجف در عراق منتقل شد و تا زمانی که صدام او را اخراج نکرد درآنجا ماند.
سرانجام او در ۱۴ مهر ۱۳۵۷ با فشار محمدرضا پهلوی به روستای نوفل لو شاتو در فرانسه تبعید شد.

### ترکیه

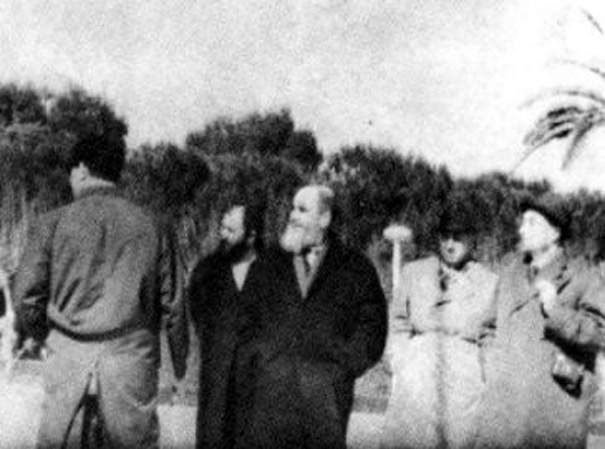
خمینی در تبعید در بورسا، ترکیه، بدون لباس روحانیت

یک هفته پس از ورود، خمینی به بورسا اعزام شد و یازده ماه را در آنجا گذراند. یک سرهنگ اطلاعاتی ارتش ترکیه به نام علی ستینر میزبان او در ترکیه بود. طبق قانون ترکیه پوشیدن لباس روحانی ممنوع بود و خمینی هرگز اجازه دیدار با مردم را نداشت. در ۱۲ آذر ۱۳۴۳، پسرش مصطفی نیز به او پیوست. به محض تبعید خمینی، حسنعلی منصور نخست‌وزیر وقت ایران ترور شد.
خمینی در بورسا اوقات فراغت زیادی داشت بنابراین به تحصیلات خود ادامه داد و برای اولین بار از درگیری با سیاست فاصله گرفت.او دومین کتاب خود به نام تحریرالوسیله را نوشت و کمک‌های فراوانی از طرف ایرانیان مخالف محمدرضا پهلوی دریافت کرد. میزان کمک‌های مالی به خمینی باعث شد محمدرضا پهلوی و دولت ترکیه قانون ممنوعیت ملاقات با او را در تابستان ۱۳۴۴ لغو کنند. سپس چندین روحانی بدون لباس روحانیت با خمینی ملاقات کردند.
در ۵ شهریور ۱۳۴۴، خمینی ترکیه را ترک کرد و به نجف در عراق رفت.
دلایل تبعید خمینی به عراق چنین توصیف شده‌است:
1. حکومت امیدوار بود در مقابل جایگاه دیگر علمای عراق مانند سید ابوالقاسم خویی، نقش خمینی کم رنگ و تضعیف شود.[۲۹]
2. به دلیل فشار شدید و اعتراضات مردمی.
3. روحانیون و یاران خمینی در بورسا با او ارتباط برقرار کرده بودند و آنقدر به او کمک مالی کرده بودند که تقریباً از یک روحانی بی‌پول به پولدار تبدیل شده بود.
4. نماینده ساواک تصور می‌کرد حضور وی در ترکیه باعث شده بود مردم ترکیه با حکومت وقت ایران خصمانه برخورد کنند.[۳۰]

### عراق
در ۱۷ شهریور ۱۳۴۴، خمینی وارد عراق شد و به مدت ۱۳ سال در آنجا زندگی کرد. در این زمان عراق رابطه سیاسی خوبی با ایران و محمدرضا پهلوی نداشت.
خمینی به همراه پسرش سید مصطفی خمینی وارد عراق شدند. او به کاظمین رفت و قبل از عزیمت به کربلا، دو روز در کنار سید محمد شیرازی ماند. سپس از آنجا به نجف رفت. در ابتدا خمینی به دلیل خارجی بودن و طرفدار اطلاحات اساسی بودن توسط علمای شیعه عراق مورد استقبال قرار نگرفت و منزوی شد. با این حال بعداز مدتی سید محمدباقر صدر و دیگر علمای عراق به او پیوستند زیرا همه آنها هدف مشترکی در ایجاد یک دولت اسلامی داشتند. عبدالسلام عارف نخست‌وزیر وقت عراق در نخستین روزهای ورود خمینی به عراق به او کمک کرد و اجازه داد خمینی پیام‌های رادیویی خود را به ایران صادر کند.
پس از مدتی همسر وی خدیجه ثقفی و پسر دومش سید احمد خمینی در نجف به آنها پیوستند. وی از آبان ۱۳۴۴ در مسجد شیخ انصاری به تدریس فقه پرداخت. شاگردان او عمدتاً از ایران، هند، پاکستان، عراق، افغانستان و حوزه خلیج فارس بودند.
در ۷ اردیبهشت ۱۳۴۶، او یک نامه به علما برای ترغیب آنها در پیوستن به تلاش برای سرنگونی محمدرضا پهلوی نوشت. یک نامه به امیرعباس هویدا به منظور اعتراض به جشن‌های غیر ملی که به نفع شخصی در هر سال چندین مرتبه برگزار می‌شد در موقعیتی که مردم در فقر اقتصادی به سر می‌برند و محکوم کردن محمدرضا پهلوی به دلیل نقض قوانین اسلام و قوانین اساسی کشور، نوشت. در پی بروز جنگ شش روزه اعراب و اسرائیل در خرداد ۱۳۴۶، خمینی فتوای تحریم هر گونه رابطه سیاسی و تجاری میان دول اسلامی و اسرائیل و تجریم خرید کالاهای اسرائیلی را صادر کرد.
خمینی که از سال ۱۳۴۲، در نجف می‌زیست، به تدریج تعبیر خود از اسلام شیعه را گسترش داد. او چارچوب نظریه سیاسی خود را در سخنرانی‌هایش، در اواخر دهه ۱۳۴۰، تدوین و تنظیم کرد و سپس آن را با عنوان «ولایت فقیه: حکومت اسلامی» بدون ذکر نام مؤلف، منتشر نمود.
او پس از ۴ سال تبعید در عراق، بین ۱ بهمن ۱۳۴۸ تا ۱۹ بهمن همان سال سخنرانی‌هایی دربارهٔ «ولایت فقیه: حکومت اسلامی» که در آن شیعه معتقد است که فقها سرپرسی و حکومت بر مردم را برعهده دارند، مطرح کرد.
این عمل معروف‌ترین و مشهورترین عمل خمینی بود. او ایده‌های خود را دربارهٔ حکومت اینگونه معرفی کرد:
1. قوانین جامعه باید از قوانین اسلامی که همه امور بشری را در بر می‌گیرد و برای هر موضوع در زندگی بشر دستوالعمل دارد و قاعده‌ها را برای هرچیز در زندگی بشر تولید می‌کند، برداشت شود.[۳۹]
2. از آنجا که شریعت یا قوانین اسلامی، قوانین صحیحی است، تمام افراد دارای پست‌های دولتی باید به قوانین اسلامی آگاهی داشته باشند و از آنجا که فقها در علم دین تحصیل کرده‌اند و از همه داناتر هستند، حاکم کشور باید فقیهی باشد که از نظر علم بر قوانین اسلامی و عدالت اسلامی بر دیگر فقها برتر است و دارای هوش و قدرت اداره کشور است.[۴۰]
3. این سیستم روحانی برای جلوگیری از بی عدالتی، فساد و ظلم و ستم توسط افراد قدرتمند بر فقرا و ضعفا، جلوگیری از ابداع و انحراف در قوانین اسلام و همین‌طور از بین بردن نفوذ و توطئه‌های ضداسلامی توسط دولت‌های خارجی غیر مسلمان، لازم است.[۴۱]

برای تشکیل حکومت اسلامی دو چیز لازم بود:
- سرنگونی محمدرضا پهلوی
- تأسیس حکومت روحانی شیعه

خمینی در سال ۱۳۲۲ برای اولین بار این نظریه را در کتاب کشف‌اسرار خود بیان کرده بود.
خمینی از سال ۱۳۴۹ تا ۱۳۵۳ مخالفت‌های شدید خود با برگزاری جشن‌های ۲۵۰۰ ساله و تغییر تاریخ شمسی به شاهنشاهی را اعلام کرد.
در پی تشدید اختلاف فی مابین دولت ایران و عراق و افزایش فشار بر ایرانیان، خمینی طی تلگرافی به احمد حسن البکر اعتراض کرد و درخواست خروج از این کشور را داد، اما حکومت عراق اجازه خروج نداد. با انعقاد عهدنامه ۱۹۷۵ الجزایر میان محمدرضا پهلوی و صدام حسین و کاهش اختلاف بین دو دولت، فشارها بر خمینی تشدید شد.
در این دوره، محمدرضا پهلوی می‌خواست خمینی را که اکنون با نام امام شناخته می‌شد به هند تبعید کند زیرا معتقد بود با اینکار ارتباط بین خمینی و پیروانش در ایران غیرممکن خواهد شد اما به دلایل نامعلوم این طرح هرگز عملی نشد.
در آبان سال ۱۳۵۷، با ترور مصطفی، پسر خمینی توسط ساواک، سرنگونی حکومت محمدرضا پهلوی آغاز شد.

### فرانسه
در ۲ مهر ۱۳۵۷ مطابق جلسه ای که در نیویورک بین وزیر امور خارجه عراق و ایران برگزار شد، خمینی توسط صدام حسین، امیر عراق مجبور به ترک عراق شد. اگرچه محمدرضا پهلوی و صدام حسین برنامه‌های اخراج خمینی را از سال ۱۳۵۳ آغاز کرده بودند.
خمینی ابتدا سعی کرد به یک کشور مسلمان دیگر مانند کویت سفر کند اما او را به دلیل اینکه ویزایش با نام خمینی مصطفوی به جای موسوی بود در مرز بازگردانیدند.در گام دوم خمینی تلاش کرد تا وارد سوریه شود اما به دلیل نقش سیاسی احمد حسن البکر در عراق و سوریه، سوریه اجازه ورود به او را نداد. بعد از آن خمینی کشورهای پاکستان، بحرین، هند و الجزایر را درنظر گرفت اما با ابراهیم یزدی مشاور تحصیل کرده او در آمریکا، پیشنهاد داد به دلیل فرصت‌های ارتباطی بیشتر در غرب، خمینی باید به کشورهای غربی برود. فرانسه به عنوان بهترین گزینه برای ارتباط با انقلابیون مطرح شد.
در ۱۹ مهر ۱۳۵۷، خمینی به نوفل لوشاتو در خارج از پاریس، فرانسه منتقل شد. از مزایا این تصمیم حفظ فاصله با علما و روحانیون بود.
موقعیت فرانسه مانند تجهیزات ارتباطی و فضای سیاسی باعث ارتباط موثرتر با مردم ایران شد. در فرانسه سخنان خمینی به دلیل مطبوعات و روزنامه نگاران به سرعت در رسانه‌های جهانی منتشر می‌شد.
خمینی از مردم می‌خواست تا مبارزات خود را علیه دولت ادامه دهند. از مرداد تا آذر ۱۳۵۷ اعتراضات و اعتصابات باعث فلج شدن ایران شد به طوری‌که محمدرضا پهلوی در ۲۶ دی ۱۳۵۷ به عنوان آخرین پادشاه، ایران را ترک کرد و وظایف خود را به عهده شورا اضطراری و نخست‌وزیر وقت شاپور بختیار گذاشت.

## بازگشت

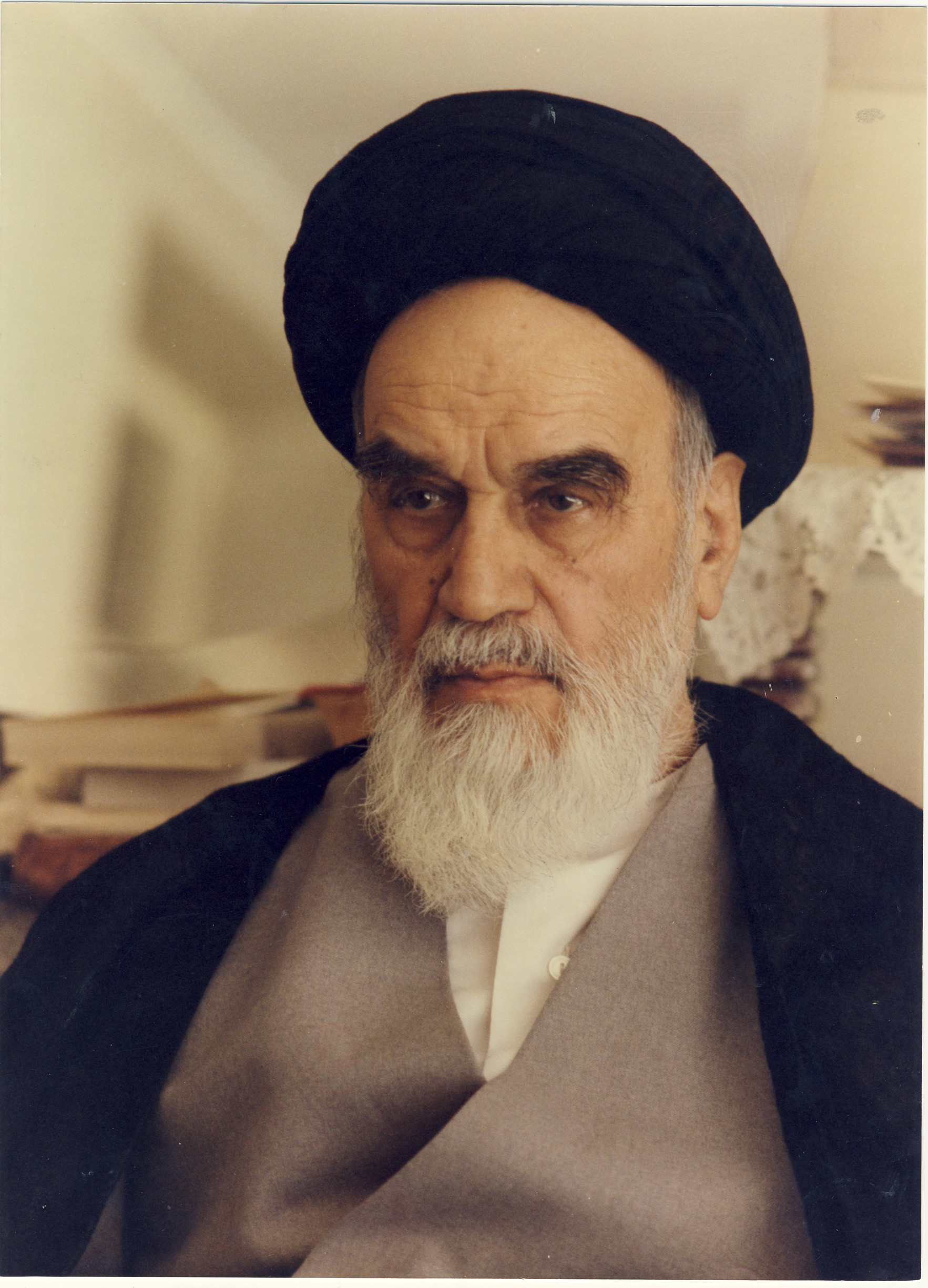
سید روح‌الله خمینی، رهبر انقلاب اسلامی ایران

در ۱۲ بهمن سال ۱۳۵۷ خمینی با دعوت دولت به ایران بازگشت و با استقبال باشکوه و بی‌نظیر مردم مواجه شد.